# Keladi
Keladi (canarès ಕೆಳದಿ) és una ciutat de l'Índia, al districte de Shimoga, a Karnataka. La població el 1871 era de 1.064 habitants i el 1881 de 1.249, i el 1901 de 1.595.

## Història
Fou la capital del Regne de Keladi, feudatari de Vijayanagar. Quan aquest darrer es va enfonsar després de la batalla de Talikot el 1565 el nayaks de Keladi es van independitzar i van formar un estat que va existir fins a la seva conquesta per Haider Ali de Mysore el 1763. El regne fou governat per Shivappa Nayaka i Chennamma. La capital va passar de Keladi a Ikkeri i després a Bednur (ciutat). A la ciutat es conserva el temple de Rameshwara dedicat a Xiva, construït en estil hoysala dravídic.